# Селиска
Селиска (укр. Селиська) — село в Бобрской городской общине Львовского района Львовской области Украины.
Население по переписи 2001 года составляло 311 человек. Занимает площадь 2,8 км². Почтовый индекс — 81214. Телефонный код — 3263.